# Babouin jaune
Papio cynocephalus · Babouin cynocéphale
Pour les articles homonymes, voir cynocéphale et Cynocephalus.
Espèce
Synonymes
- Papio hamadryas cynocephalus

Statut de conservation UICN

 LC  : Préoccupation mineure
Statut CITES
Le Babouin cynocéphale ou Babouin jaune  (Papio cynocephalus) est un singe africain de la famille des cercopithécidés.

## Description

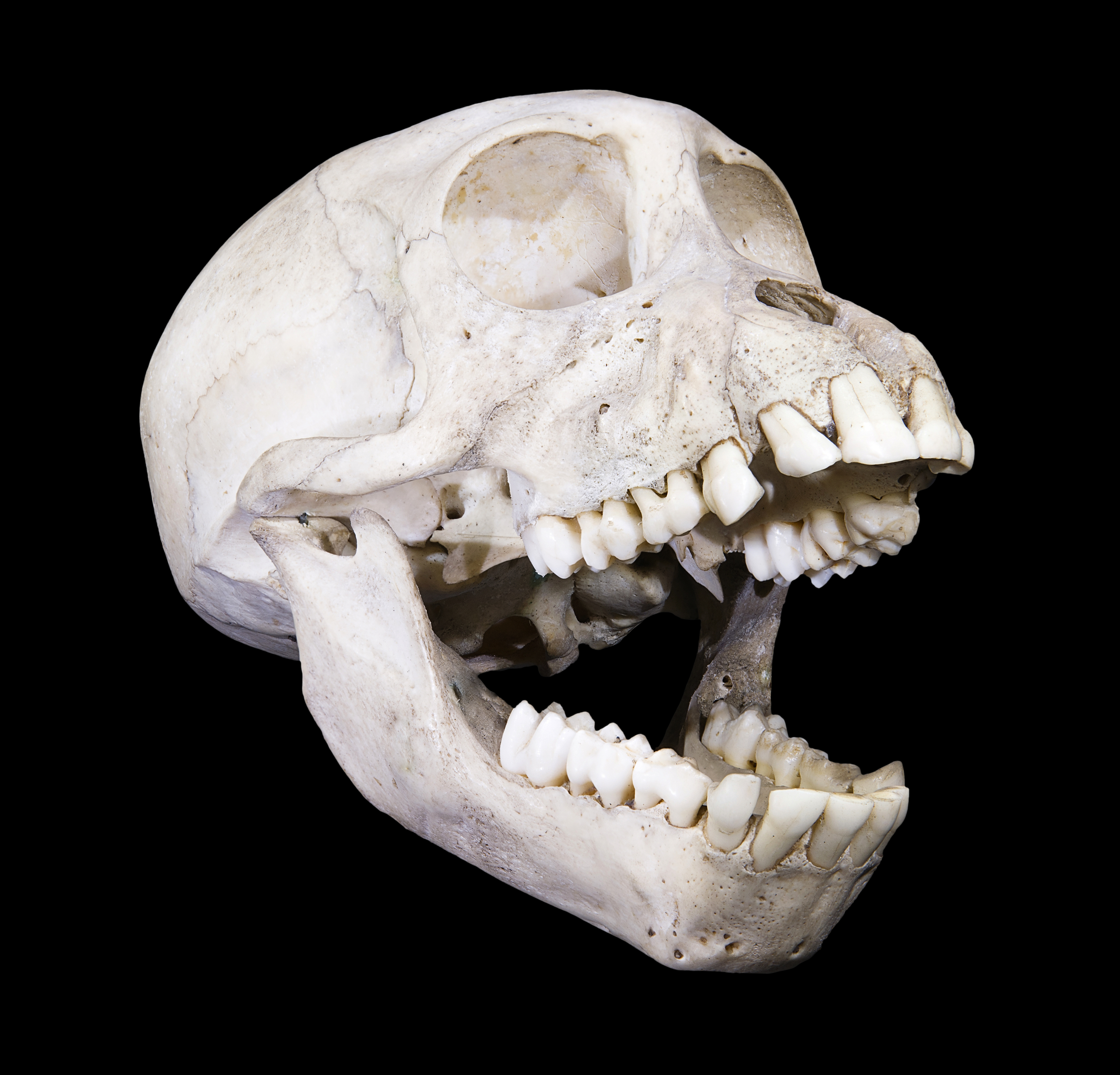
Crâne de Papio hamadryas cynocephalus femelle - Muséum de Toulouse.

Le babouin cynocéphale est un babouin des savanes qui se rencontre de l'Afrique de l'Est au sud de l'Éthiopie. Son pelage est moins long et moins dense et de couleur plus dorée que celui du babouin olive Papio anubis auquel il ressemble beaucoup par ailleurs. Les parties ventrales du pelage sont très claires, presque blanches parfois. On le distingue du chacma Papio ursinus qui est plus haut sur patte et dont le pelage présente des teintes nettement cendrées. Enfin, il ne peut se confondre avec le babouin de Guinée Papio papio qui est certes lui aussi de couleur dorée mais qui est de taille plus petite avec une dense fourrure et la face ventrale aussi foncée que le reste du corps.

## Organisation sociale

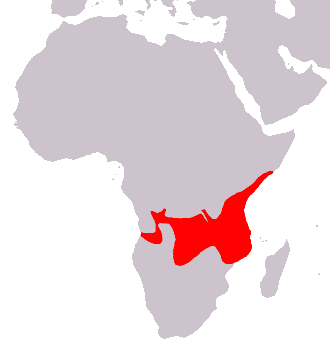
Aire de répartition.

À l'état sauvage, les groupes étudiés étaient composés de 8 à 198 individus avec une valeur moyenne de 51,4 individus par groupe. Les groupes sont multi-mâles multi-femelles avec un sex-ratio s'étageant de 0,25 à 0,55 pour une valeur moyenne de 0,40 ce qui signifie que les femelles constituent en moyenne plus de la moitié des individus du groupe. Cette organisation sociale est très différente de celle du babouin hamadryas où les groupes sont dits de structure « harem », c'est-à-dire un seul mâle pour plusieurs femelles (pouvant être assez nombreuses). Les femelles sont résidentes, c'est-à-dire qu'elles demeurent toute leur vie dans leur groupe de naissance (sauf exception ou éclatement du groupe) tandis que les mâles migrent fréquemment dans un autre groupe au cours de leur vie. Cependant, il n'est pas rigoureusement impossible qu'un mâle puisse rester à vie durante dans son groupe natal. Cette migration des mâles permet un brassage génétique et évite une trop grande consanguinité.

Différentes vues d'un crâne de babouin jaune.

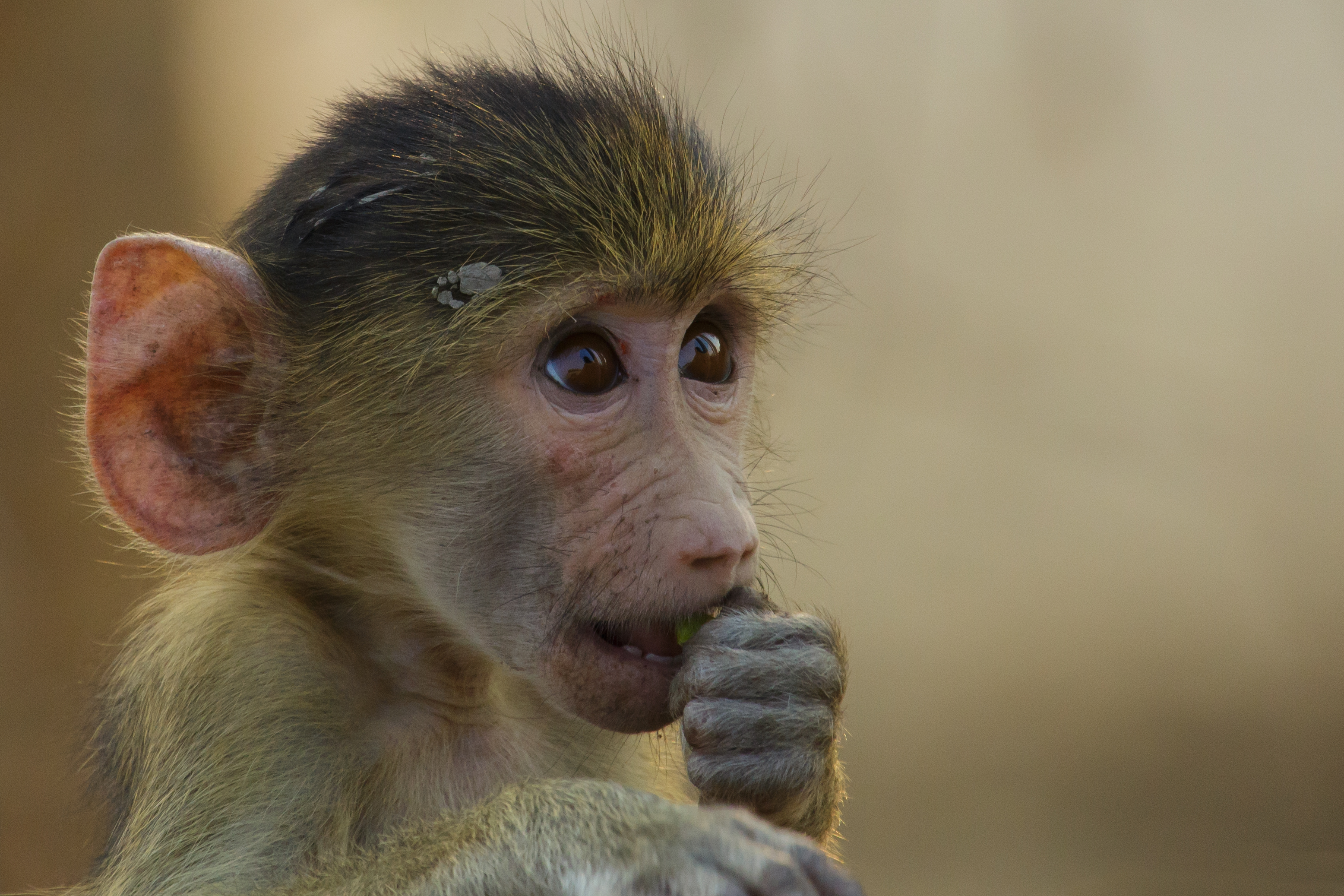
Un babouin jaune jeune en Zambie. Aout 2015.

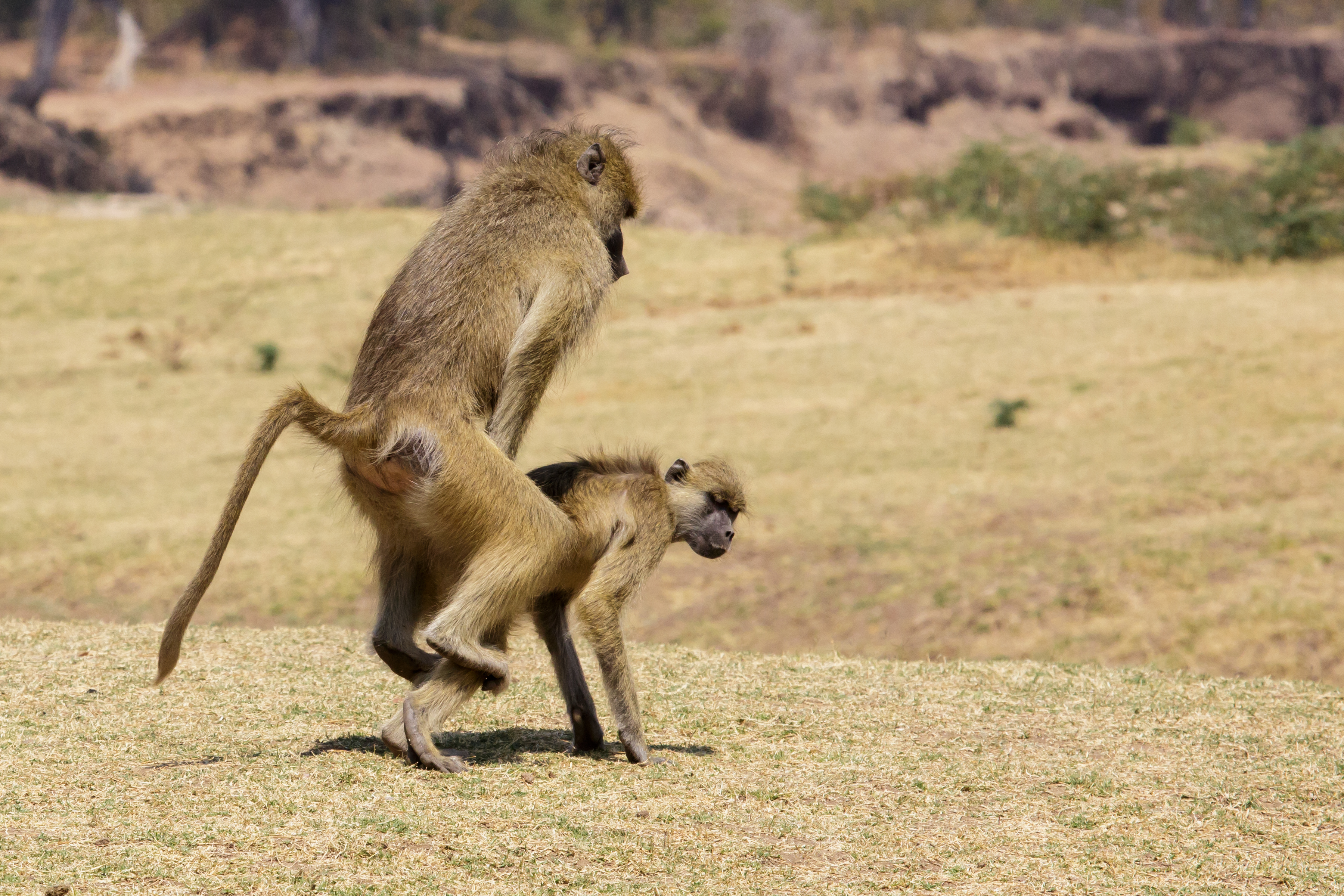
Accouplement de baboins jaunes dans le South Luangwa National Park. Aout 2015.

## Liste des sous-espèces
Selon Mammal Species of the World (version 3, 2005)  (8 juillet 2014) :
- sous-espèce Papio cynocephalus cynocephalus
- sous-espèce Papio cynocephalus ibeanus
- sous-espèce Papio cynocephalus kindae